# Иридодиагностика
Иридодиагностика — метод в нетрадиционной медицине, в котором диагностика проводится по обследованию радужной оболочки глаза. Сторонники метода утверждают, что болезни различных органов приводят к изменению рисунка радужной оболочки.
Научные исследования, проведённые методами доказательной медицины, показали, что вероятность правильно определить диагноз с помощью иридодиагностики не выше обычной случайности. В связи с этим иридодиагностика зачастую рассматривается как псевдонаука или шарлатанство. Согласно современным научным данным, текстура радужной оболочки глаза является фенотипической чертой и развивается в ходе внутриутробного развития, не претерпевая изменений после рождения. Стабильность структуры радужной оболочки глаза используется как основа для биометрических методик идентификации личности — аутентификации по радужной оболочке глаза.

## История
В древних и средневековых текстах встречаются описания диагностики заболеваний по глазам человека и животных.
В XIX веке венгерский врач Игнац фон Пекцели (венг. Ignatz von Peczely) (1826−1911) предложил определять болезни по рисунку радужной оболочки глаза и для этого предложил термин нем. Augendiagnostik, в переводе с немецкого «глазодиагностика».
В 1866 году фон Пекцели опубликовал книгу «Открытие в области природы и искусство лечения», в которой изложил принципы диагностики по радужной оболочке глаза. Несколько позднее он опубликовал книгу «Руководство по изучению глазной диагностики».
Один из первых атласов иридодиагностики — двухтомник «Диагноз по глазу» — составил в 1897 году шведский исследователь и священник Нильс Лильеквист (швед. Nils Liljequist) (1851−1936). Лильеквист страдал лимфоаденопатией и лечился хинином и препаратами йода. Побочное действие этих препаратов — дисколорация склеры, которую Лильеквист принял за изменение цвета радужки.
В XX веке диагностикой по радужной оболочке занимались отдельные энтузиасты и исследователи. В 1919 году A. Lindiar написал книгу «Иридодиагностика и другие диагностические методы», в которой была сделана попытка научно обосновать принципы диагностики и натуртерапии. В 1921−1929 годах немецкий врач Р. Thiel создал схему, в которой строго определил соответствие внутренних органов секторам радужки. В 1959 году немецкий профессор Rudolf Schnabel издал двухтомный труд по иридологии, за который получил премию Лондонского королевского общества.

## Методика
Согласно иридодиагностам, различным участкам радужки соответствуют внутренние органы. Составляются различные карты подобных соответствий; типичная карта содержит около 80-90 участков. Раньше для иридодиагностики использовали щелевую лампу или лупу (с соответственно направленным освещением). В настоящее время иридологи для обследования чаще всего используют иридологическую цифровую камеру (ирископ), подключенную к компьютеру. Метод в своем принципе безвреден, единственное неудобство, которое надо выдержать — это яркое освещение глаза при обследовании.

## Болезни, влияющие на вид радужной оболочки
Несмотря на заявления сторонников метода, что иридодиагностика якобы может определить множество болезней, по рисунку радужки и его изменению можно определить крайне малое количество патологических состояний, часто врожденных либо вызванных травмой или заболеванием глаза.
Среди болезней, изменяющих или проявляющихся в окраске радужной оболочки:
- попадание инородного тела c внедрением в роговицу (железные осколки приводят к сидерозу или заржавливанию тканей глаза; медные осколки — к хальколозу).[15]
- генетические нарушения
  - нарушения обмена меланина, в том числе альбинизм[16], фенилкетонурия (проявляется в ослаблении пигментации радужки)[16]
  - нейрофиброматоз (узелки Лиша)[16]
  - Синдром Вильямса

Симптомы, легко определяемые по радужке и/или размеру зрачка:
- Аниридия — отсутствие радужной оболочки.
- Анизокория — различие размера зрачков правого и левого глаза.
- Гетерохромия — различный цвет радужной оболочки у глаз. Наблюдается, например, при Синдроме Горнера, Синдроме Ваарденбурга
- Мидриаз — расширение зрачка
- Поликория — несколько зрачков в радужной оболочке

## Научные исследования
Методу посвящено несколько научных работ, в которых показано, что он не работает; уровень верно диагностированных по радужке заболеваний статистически незначим.
Рисунок радужки в течение жизни практически не меняется (если исключить травмы глаза и хирургические вмешательства), что послужило основой для разработки биометрического метода распознавания по радужной оболочке глаза.
Первым настоящим научным исследованием иридодиагностики стало исследование 1979 года, опубликованное в Journal of the American Medical Association (Simon et al. 1979), трем иридодиагностам предлагалось обнаружить заболевания почек по фотографиям радужки. Результаты метода не совпадали с настоящим диагнозом; различные испытуемые давали противоречивые ответы. Выводы работы: «иридодиагностика не является ни чувствительной, ни специфичной, и вероятность правильного определения [диагноза] не выше обычной случайности» («iridology was neither selective nor specific, and the likelihood of correct detection was statistically no better than chance»).
Исследование 1988 года, из British Medical Journal (Knipschild 1988), проводилось с 39 пациентами пятью иридодиагностами. Авторы исследования сделали вывод, что: «…данное исследование продемонстрировало, что иридодиагностика не является объективным диагностическим методом» («…this study showed that iridology is not a useful diagnostic aid»).
В 2000 году был проведен анализ 77 публикаций об иридодиагностике и был сделан вывод, что проведенные исследования не показали эффективность метода в диагностике заболеваний, кроме того, были отмечены потенциальные риски для пациента, в том числе и экономические. В целом как врачам, так и пациентам было рекомендовано воздерживаться от применения иридодиагностики.
В 2005 году были опубликованы результаты исследований, в которых проверялась возможность обнаружить рак методами иридодиагностики. В исследовании участвовали 110 пациентов (68 с различными опухолями и 42 — контрольная группа). Правильно определен диагноз был лишь в трех случаях. Другое исследование, результаты которого были опубликованы в немецком журнале Der Ophthalmologe и в котором участвовали 29 пациентов, показало, что вероятность определить рак толстого кишечника методами иридодиагностики не выше обычной случайности.